# Koty (Tworóg)

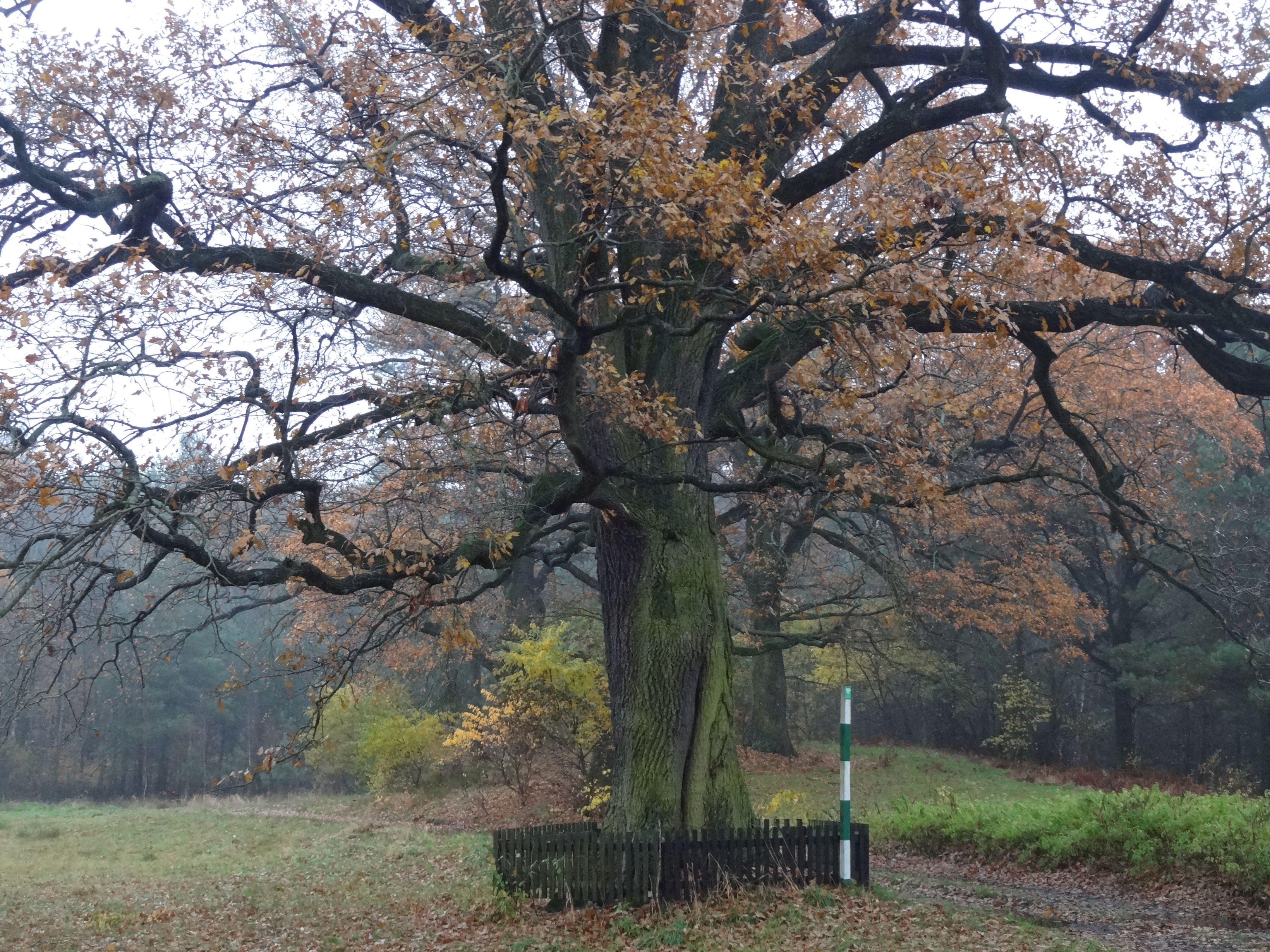
Eine Eiche als Naturdenkmal in Wesoła

Koty (deutsch Kottenlust) ist eine Ortschaft in Oberschlesien. Sie liegt in der Gemeinde Tworóg (Tworog) im Powiat Tarnogórski (Kreis Tarnowitz) in der Woiwodschaft Schlesien.

## Geografie
Koty liegt zwei Kilometer nördlich vom Gemeindesitz Tworóg, 17 Kilometer nordwestlich von der Kreisstadt Tarnowskie Góry (Tarnowitz) und 40 Kilometer nordwestlich von der Woiwodschaftshauptstadt Katowice (Kattowitz).
Zu Koty gehört der Weiler Wesoła (Wessolla).

## Geschichte
Der Ort entstand im 16. Jahrhundert an einem Eisenhammer. 1687 wurde die zu Langendorf gehörige Filialkirche zur Parochialkirche erhoben. 1714 wurde durch die Grafen Leopold und Siegfried von Verdugo eine massive Kirche errichtet. 1818 wurde der Ort als Kothen erwähnt. 1865 hatte Kotten zwei Bauernstellen, 27 Gärtnerstellen, 49 Privatwohnhäuser, einen Kretscham (Gaststätte) und eine Mühle. Ferner war der Ort nach Potempa eingeschult. Wessolla hatte sieben Dominialhäuser, zwei Freigärtnerstellen, vier Gärtnerstellen, eine Häuslerstelle und drei Frischfeuer. Durch die Zusammenlegung beider Orte zu einer Gemeinde wurde Kotten in Kottenlust umbenannt, der Name Kotten blieb jedoch als Name eines dazugehörigen Weilers erhalten.
Bei der Volksabstimmung in Oberschlesien am 20. März 1921 stimmten 60 Wahlberechtigte für einen Verbleib bei Deutschland und 209 für Polen. Kottenlust verblieb beim Deutschen Reich. Bis 1945 befand sich der Ort im Landkreis Tost-Gleiwitz.
1945 kam der bisher deutsche Ort unter polnische Verwaltung und wurde in Koty umbenannt und der Woiwodschaft Schlesien angeschlossen. 1950 kam der Ort zur Woiwodschaft Kattowitz. 1999 kam der Ort zum wiedergegründeten Powiat Tarnogórski und zur neuen Woiwodschaft Schlesien.

## Sehenswürdigkeiten

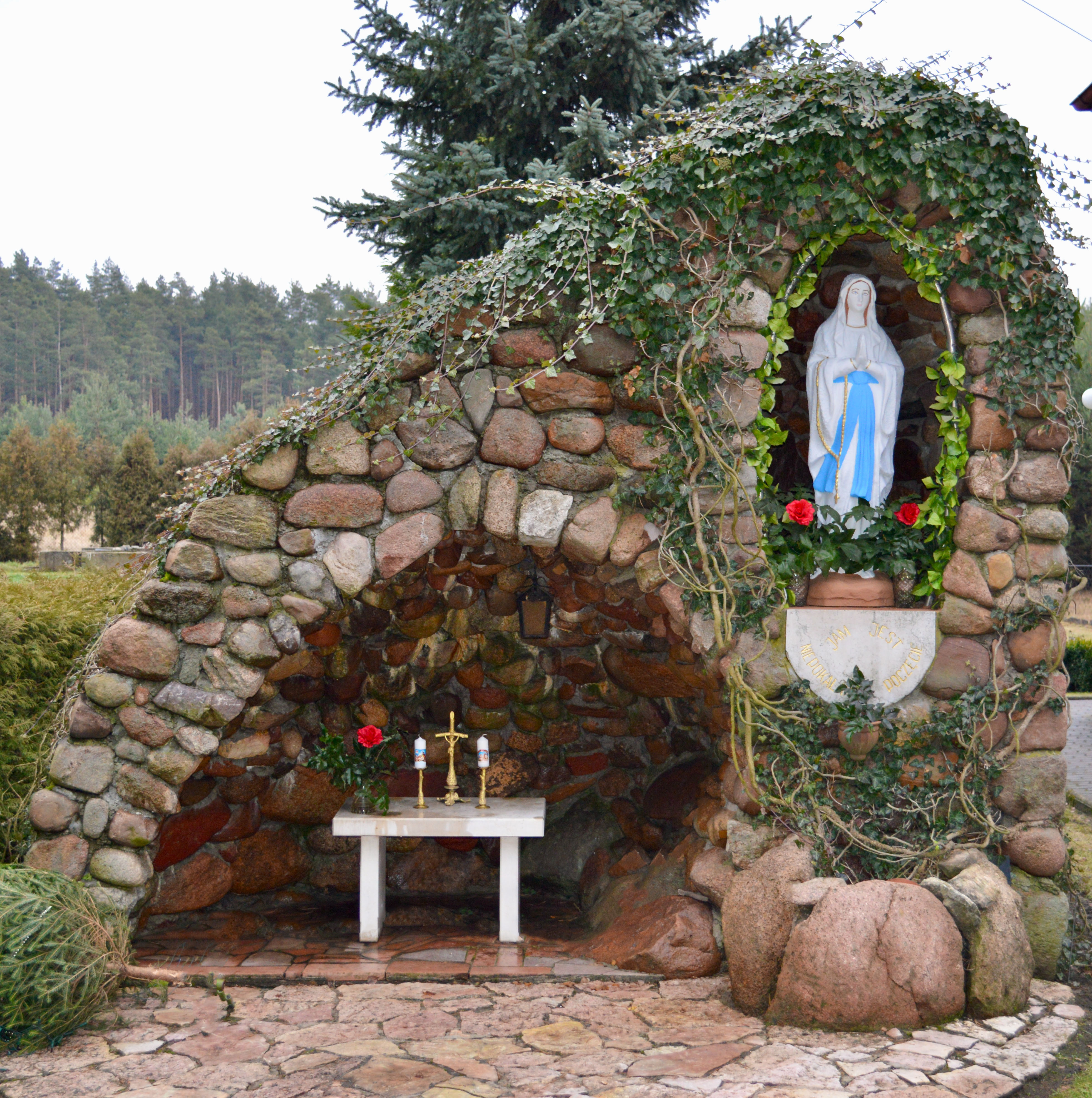

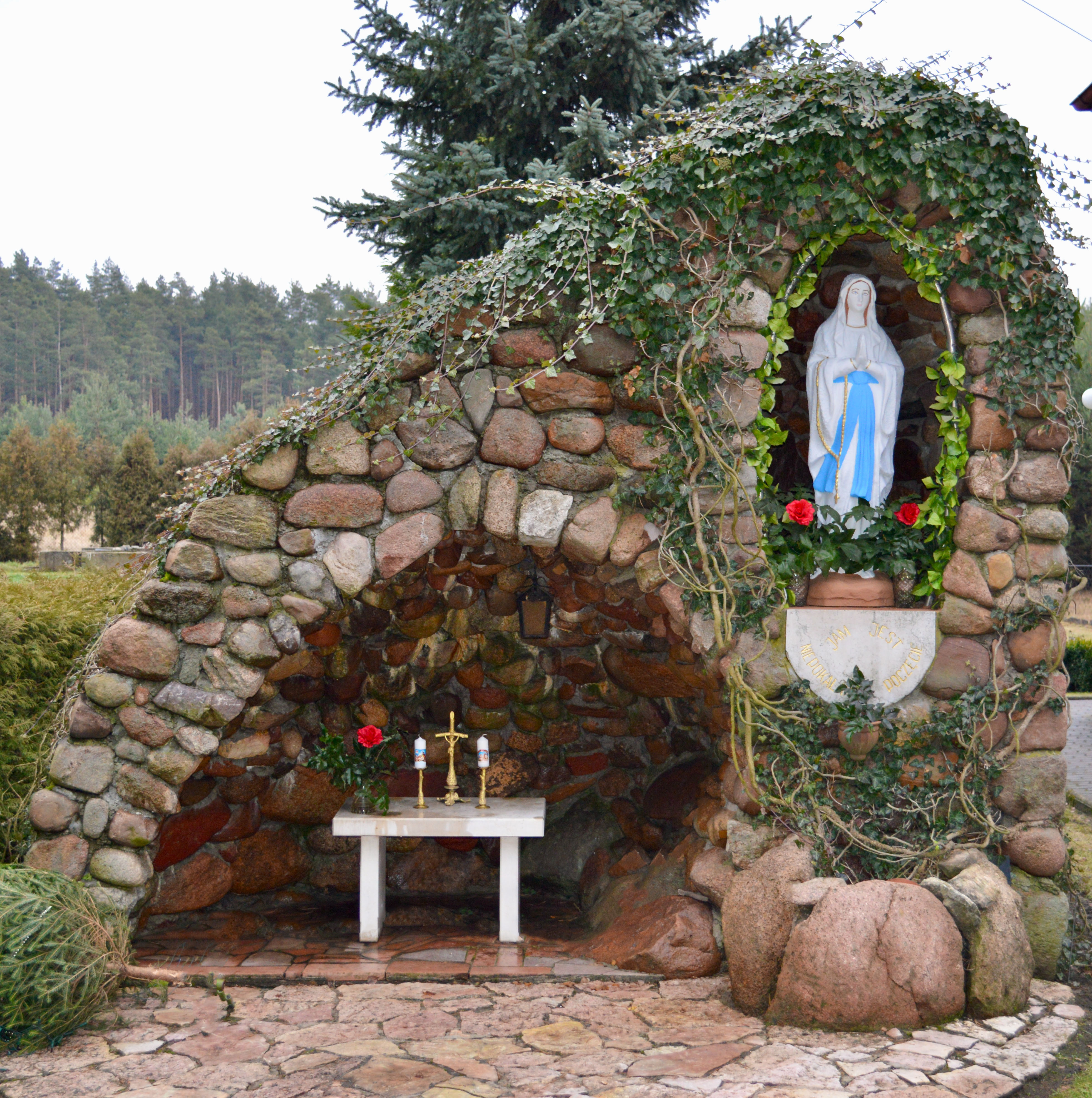
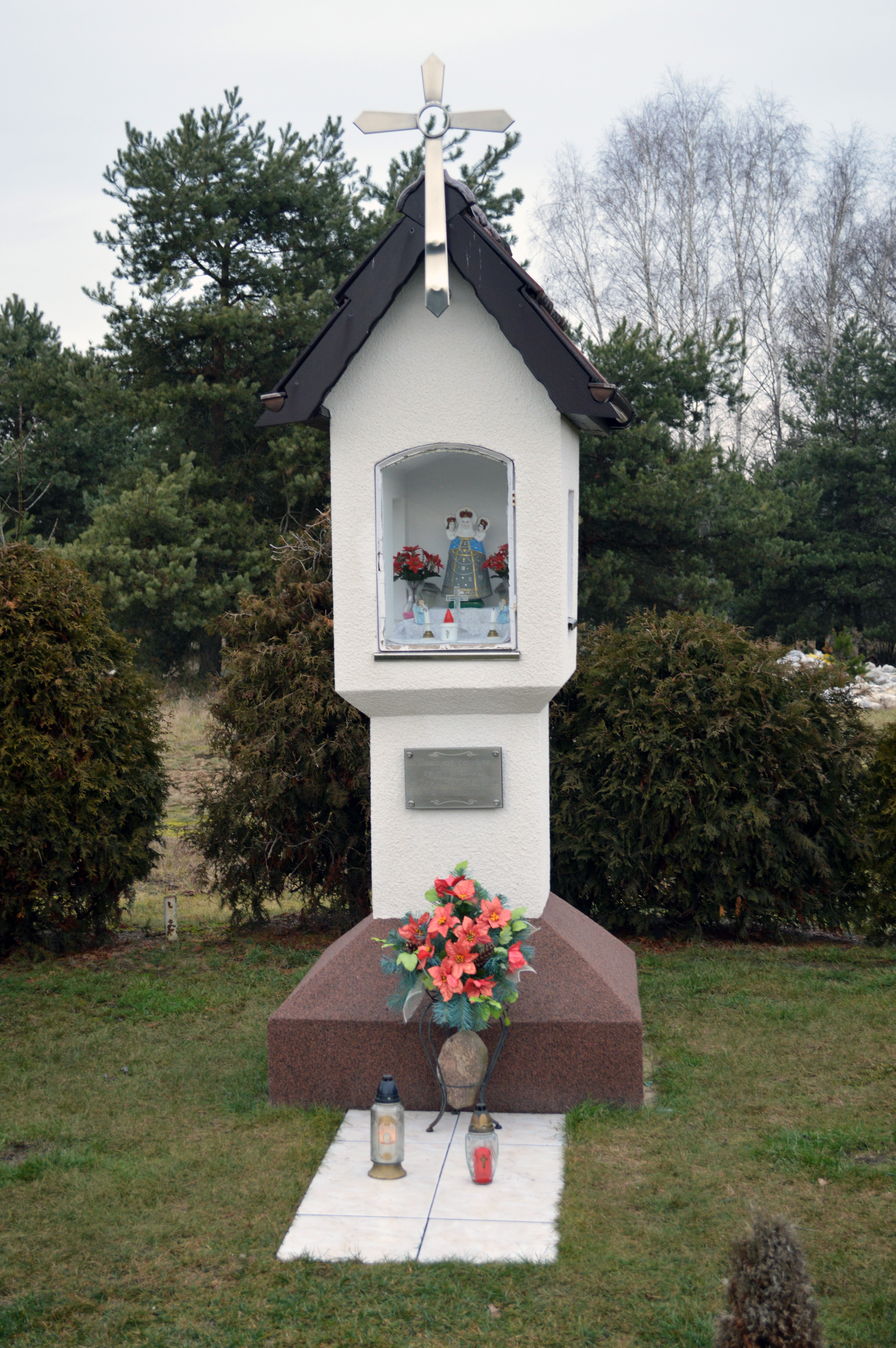
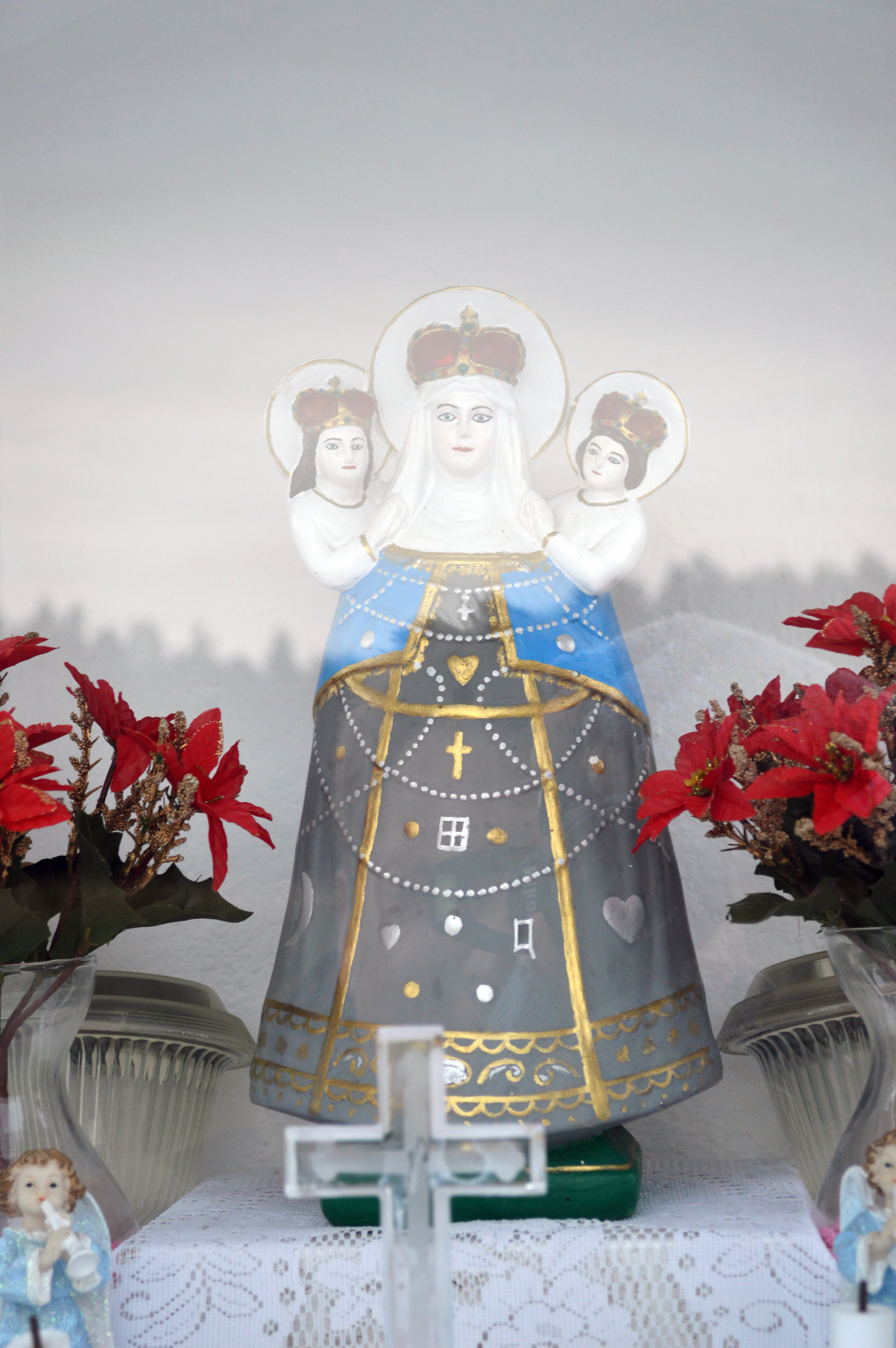
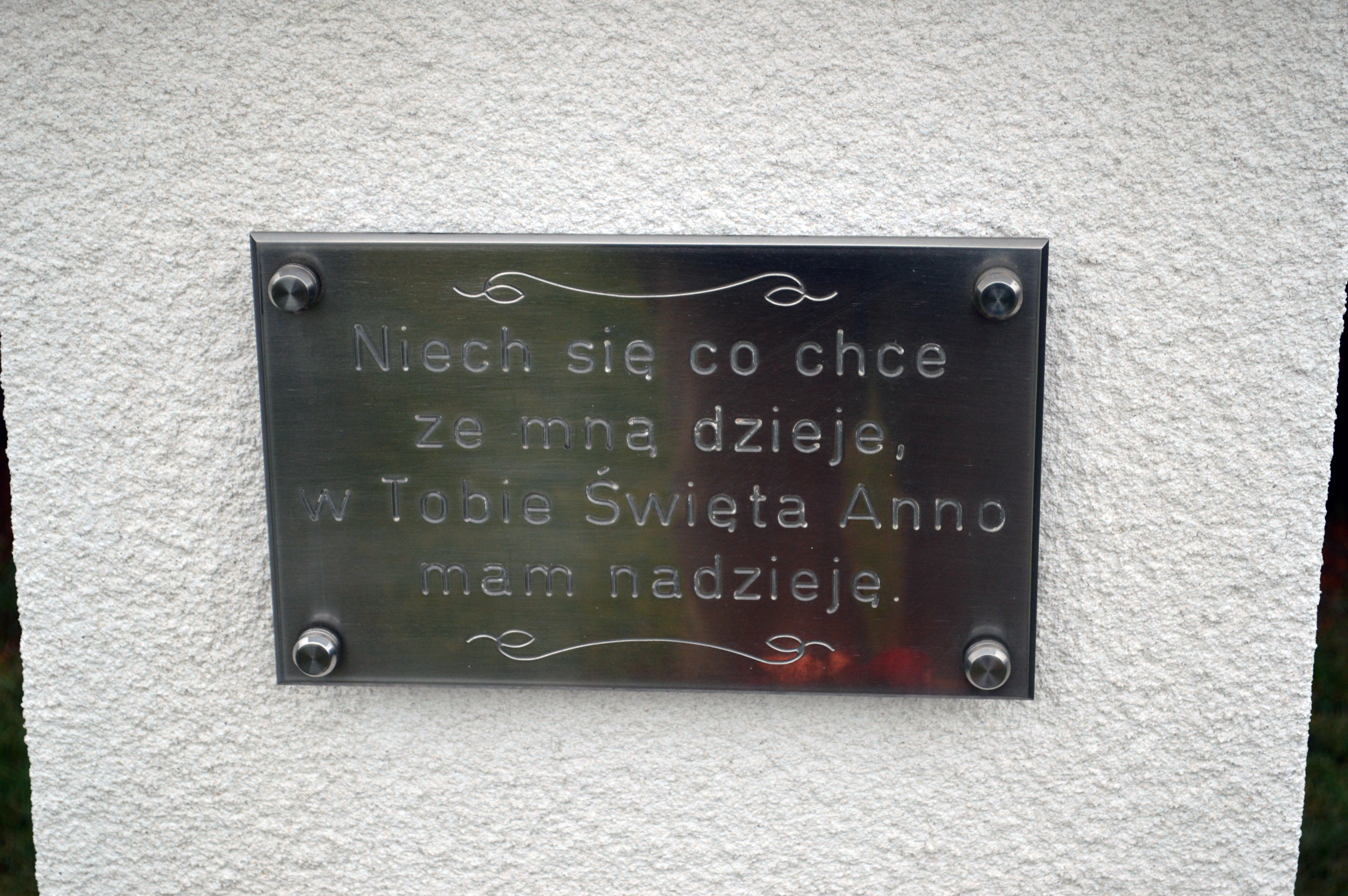

- barocke Kirche
- zwei Wegkapellen
- Wegkreuz aus der Zeit um 1900
- Wegkapelle in Wesoła

## Wappen
Das Wappen zeigt eine nach rechts gewendete Katze mit einem Halsband.